# كريس جونسون (كرة سلة)
كريس جونسون (بالإنجليزية: Kris Johnson)‏ مواليد 18 يوليو 1975 في لوس أنجلوس، هو لاعب كرة سلة أمريكي معتزل. بدأ مسيرته الاحترافية في سنة c. 1998. يبلغ طوله 6 قدم 5 بوصة (2.0 م). اعتزل اللعب في c. 2006.

## المسيرة الاحترافية
لعب مع نادي أفتودور ساراتوف لكرة السلة، ثم لعب مع الريان من سنة 2001 إلى 2003، ثم لعب مع نادي الرياضي بيروت.

## روابط خارجية
- كريس جونسون على موقع كلية كرة السلة في سبورتس رفرنس.كوم (الإنجليزية)